# Orion (počítačová hra)
Orion je hra pro počítače Sinclair ZX Spectrum a kompatibilní (například Didaktik). Jedná se o hru českého původu, jejími autory jsou Karel Vlček a Lukáš Vlček, kteří ji napsali pod přezdívkou KVL. Vydavatelem hry byla společnost Proxima – Software v. o. s., hra byla vydána v roce 1993 jako součást souboru her Heroes.
Jedná se o střílečku, kde je cílem zničit co nejvíce nepřátel. Hra má pouze jedinou úroveň, na jejímž konci čeká silný nepřítel. Lepší zbraně a jiné vylepšení hráčovy rakety je možné získat po sebrání objektu ve tvaru veselého obličeje.